# Agern
Agern er egens frugter.

## Ernæring
Agern er spiselige, men bitre på grund af et højt indhold af tannin (garvesyre). Energiindholdet er 2100 kJ pr. 100 gram. Et agern består af 6 % vand, 54 % kulhydrat, 8 % protein og 32 % fedt og indeholder meget kalk og fosfor.
Mange dyr spiser gerne agern, eksempelvis rådyr, egern og vildsvin. Agern er dog giftige for nogle dyr, bl.a. heste.

## Etymologi
Ordet agern går tilbage til gammeldansk akarn, hvilket svarer til oldislandsk akarn. Ordet er beslægtet med engelsk acorn, norsk åkorn og tysk Ecker. Det germanske ord kan spores tilbage til et indoeuropæisk ord, der formentlig betød frugt eller bær.